# Hitte-index
De hitte-index is een formule die de omgevingstemperatuur en de relatieve vochtigheid combineert om een door de mens waargenomen equivalente temperatuur te benaderen, ook wel bekend als de gevoelstemperatuur. De hitte-index is alleen te gebruiken om de temperatuur in de schaduw te beschrijven, er wordt geen rekening gehouden met opwarming door direct zonlicht, fysieke activiteit, afkoeling door wind of specifieke persoonlijke omstandigheden. 

## Relatieve luchtvochtigheid
Bij een hoge omgevingstemperatuur probeert het lichaam warmte af te voeren door transpiratie: de verdamping van zweet. Dit gaat moeilijker als de lucht vochtig is. De hoeveelheid waterdamp in de lucht wordt gemeten in gram waterdamp per kilogram lucht. Er bestaat een bovengrens voor de hoeveelheid waterdamp in de lucht. Boven een bepaalde waarde, die van de temperatuur afhangt, condenseert de waterdamp en ontstaan wolken en mist. Bij 10 °C ligt deze grens op 7,7 g/kg, bij 30 °C loopt dit op tot 27 g/kg. Als het maximum bereikt is, kan water, en dus ook zweet, niet meer verdampen. Hierdoor kan het menselijk lichaam zich niet meer afkoelen. Hoe ver de actuele hoeveelheid waterdamp in de lucht verwijderd is van het maximum wordt aangeduid met de relatieve luchtvochtigheid. Deze varieert van 0 procent (kurkdroge lucht, geen waterdamp) tot 100 procent (verzadigde lucht, maximale waarde). 

## Ontwikkeling
De hitte-index werd in 1979 ontwikkeld door Robert G. Steadman. Verschillende personen ervaren warmte anders, afhankelijk van hun specifieke fysieke en sociale omstandigheden. De formule van de hitte-index is gebaseerd op verslagen/vragenlijsten van hoe warm proefpersonen zich voelen onder gecontroleerde omstandigheden van temperatuur en vochtigheid. Naast de hitte-index zijn er nog andere meetmethoden voor de gevoelstemperatuur, zoals de Canadese humidex. 
De hitte-index bevat een aantal aannames over de menselijke lichaamsmassa en -lengte, kleding, hoeveelheid fysieke activiteit, individuele hittetolerantie, blootstelling aan zonlicht en ultraviolette straling en de windsnelheid. Aanzienlijke afwijkingen van de aannames kunnen resulteren in hitte-indexwaarden die de waargenomen temperatuur niet nauwkeurig weerspiegelen. 
In 1990 heeft Lans P. Rothfusz een logistische regressie uitgevoerd om tot een formule te komen die de hitte-index redelijk goed beschrijft.

## Hitte-indextabel
De onderstaande tabel is berekend met de hitte-index rekenmachine van de Amerikaanse National Oceanic and Atmospheric Administration. De kolommen beginnen bij 27 °C. Er is ook een hitte-indexeffect bij temperaturen onder de 27 °C en een hoge luchtvochtigheid, maar dit effect is relatief klein. 
In de praktijk kan deze tabel worden gebruikt om een indicatief inzicht te krijgen in de hittebelasting van gezonde personen. Gevoelstemperaturen boven 51 °C zijn levensgevaarlijk omdat het lichaam dan nauwelijks of geen warmte meer kwijt kan raken, wat leidt tot oververhitting.
| Temperatuur/ Relatieve Luchtvochtigheid | 27 °C | 28 °C | 29 °C | 30 °C | 31 °C | 32 °C | 33 °C | 34 °C | 35 °C | 36 °C | 37 °C | 38 °C | 39 °C | 40 °C | 41 °C | 42 °C | 43 °C |
| --------------------------------------- | ----- | ----- | ----- | ----- | ----- | ----- | ----- | ----- | ----- | ----- | ----- | ----- | ----- | ----- | ----- | ----- | ----- |
| 40%                                     | 27 °C | 28 °C | 29 °C | 30 °C | 31 °C | 32 °C | 34 °C | 36 °C | 37 °C | 39 °C | 41 °C | 44 °C | 46 °C | 48 °C | 51 °C | 54 °C | 57 °C |
| 45%                                     | 27 °C | 28 °C | 29 °C | 30 °C | 32 °C | 33 °C | 35 °C | 37 °C | 39 °C | 41 °C | 43 °C | 46 °C | 49 °C | 51 °C | 54 °C | 58 °C |       |
| 50%                                     | 27 °C | 29 °C | 30 °C | 31 °C | 33 °C | 34 °C | 36 °C | 38 °C | 41 °C | 43 °C | 46 °C | 49 °C | 52 °C | 55 °C | 58 °C |       |       |
| 55%                                     | 28 °C | 29 °C | 30 °C | 32 °C | 34 °C | 36 °C | 38 °C | 40 °C | 43 °C | 46 °C | 49 °C | 52 °C | 55 °C | 59 °C |       |       |       |
| 60%                                     | 28 °C | 30 °C | 31 °C | 33 °C | 35 °C | 37 °C | 40 °C | 42 °C | 45 °C | 48 °C | 51 °C | 55 °C | 59 °C |       |       |       |       |
| 65%                                     | 29 °C | 30 °C | 32 °C | 34 °C | 36 °C | 39 °C | 41 °C | 44 °C | 48 °C | 49 °C | 52 °C | 59 °C |       |       |       |       |       |
| 70%                                     | 29 °C | 31 °C | 33 °C | 35 °C | 38 °C | 40 °C | 44 °C | 47 °C | 50 °C | 51 °C | 55 °C |       |       |       |       |       |       |
| 75%                                     | 29 °C | 31 °C | 34 °C | 36 °C | 39 °C | 43 °C | 46 °C | 49 °C | 53 °C | 54 °C |       |       |       |       |       |       |       |
| 80%                                     | 30 °C | 32 °C | 35 °C | 38 °C | 41 °C | 44 °C | 48 °C | 52 °C | 57 °C |       |       |       |       |       |       |       |       |
| 85%                                     | 30 °C | 33 °C | 36 °C | 39 °C | 43 °C | 47 °C | 51 °C | 55 °C |       |       |       |       |       |       |       |       |       |
| 90%                                     | 31 °C | 34 °C | 37 °C | 41 °C | 45 °C | 49 °C | 54 °C |       |       |       |       |       |       |       |       |       |       |
| 95%                                     | 32 °C | 35 °C | 39 °C | 43 °C | 47 °C | 52 °C |       |       |       |       |       |       |       |       |       |       |       |
| 100%                                    | 33 °C | 36 °C | 40 °C | 44 °C | 49 °C | 54 °C |       |       |       |       |       |       |       |       |       |       |       |

## Interpretatie van de hitte-index/ gevoelstemperatuur
| Temperatuur | Gezondheidseffecten |
| ----------- | --- |
| 27 – 32 °C  | Wees alert: vermoeidheid is mogelijk bij langdurige blootstelling en activiteit. Bij aanhoudende activiteit kunnen hittekrampen ontstaan. |
| 33 – 39 °C  | Wees voorbereid: hittekrampen en hitte-uitputting zijn mogelijk; doorgaan met activiteiten kan leiden tot een zonnesteek.                 |
| 40 – 51 °C  | Gevaar: hittekrampen en hitte-uitputting zijn waarschijnlijk; een zonnesteek is waarschijnlijk bij voortgezette activiteit.               |
| > 51 °C     | Groot gevaar: grote kans op een zonnesteek of hitteberoerte.                                                                              |

## Beperkingen
De hitte-index werkt niet goed bij extreme omstandigheden, zoals oververzadiging van de lucht, wanneer de lucht meer dan 100% verzadigd is met water. David Romps, een natuurkundige en klimaatwetenschapper aan de Universiteit van Californië in Berkeley, en zijn doctoraalstudent Yi-Chuan Lu, ontdekten dat de hitte-index de ernst van intense hittegolven, zoals de hittegolf in Chicago in 1995, onderschatte.
Andere problemen met de hitte-index zijn onder meer het ontbreken van nauwkeurige gegevens over de luchtvochtigheid in veel geografische regio's, de veronderstelling dat de persoon gezond is en de veronderstelling dat de persoon gemakkelijk toegang heeft tot water en schaduw.